# Egoboo

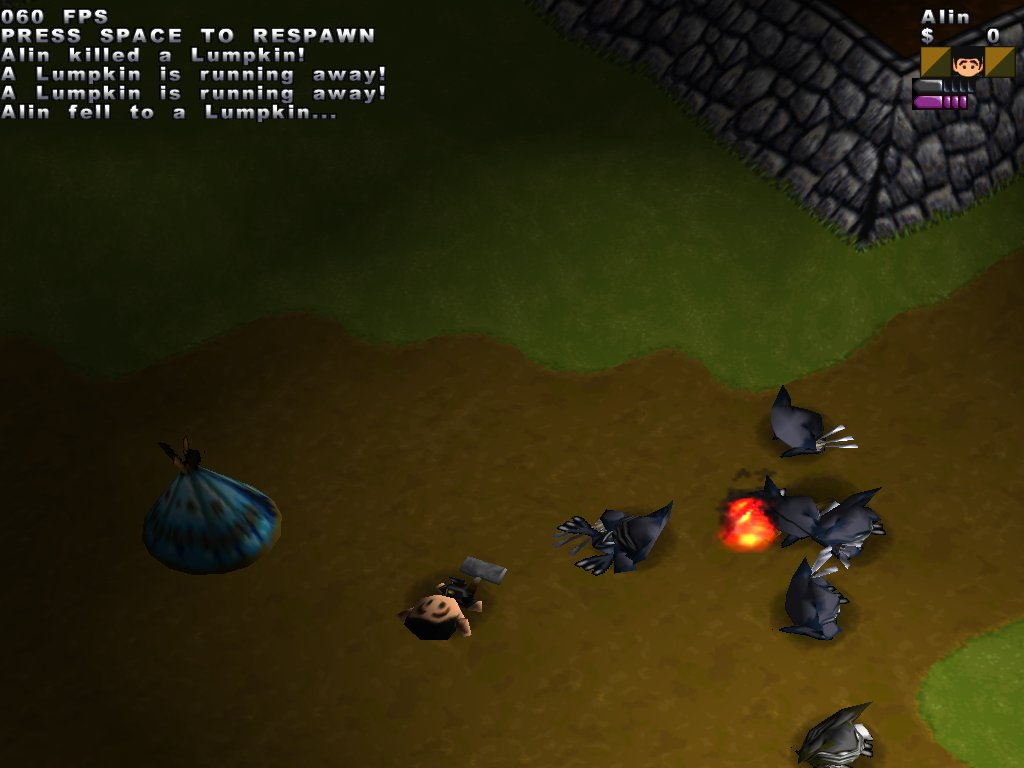
Captura de pantalla de Egoboo.

Egoboo es un juego basado en el juego Rogue. Usa gráficos de 3D, con ayuda del acelerador de gráficos OpenGL. Se pronuncia (i-gou-bu) y originalmente está en el idioma inglés. Tuvo un inicio en el año 1998. Fue cuando los creadores, Aaron Bishop junto con su hermano Benjamín Bishop iniciaron un proyecto. Le pusieron el nombre Egoboo porque significaba mucho para el Código abierto En los inicios del siglo XXI, Egoboo se volvió popular a nivel internacional y les gusto a muchos usuarios. Ya que Egoboo era de Código abierto, los usuarios comenzaron a desarrollar y modificar Egoboo. Ahora, en el 2006, Egoboo solo tiene un grupo de desarrollo secreto que sigue trabajando, “”Egoboo Development Team 2006”.
- Datos: Q3504857
- Multimedia: Egoboo / Q3504857